# Tepehuacán de Guerrero
Tepehuacán de Guerrero es una localidad mexicana, cabecera del municipio de Tepehuacán de Guerrero, en el estado de Hidalgo.

## Geografía
Se encuentra en la región geográfica de la Sierra Alta; a la localidad le corresponden las coordenadas geográficas 21° 00’ 50.704” de latitud norte y 98° 50’ 37.438” de longitud oeste; con una altitud de 899 m s. n. m.
En cuanto a fisiografía se encuentra en la provincia de la Sierra Madre Oriental, dentro de la subprovincia del Carso Huasteco; su terreno es de sierra. En lo que respecta a la hidrografía se encuentra posicionado en la región del Pánuco, dentro de la cuenca del río Moctezuma, y en la subcuenca del río Amajac.
El clima es templado, predominando los vientos del norte a suroeste, siendo sus temporadas de lluvias de junio a julio, con sol de canícula en agosto y nuevamente lluvias en septiembre y parte de octubre, con neblina lluviosa, fríos en diciembre y enero. Así mismo cuenta con una temperatura media anual de 24 °C, con una precipitación pluvial de 2120 milímetros por año.

## Demografía
En 2020 registró una población de 1373 personas, lo que corresponde al 4.40 % de la población municipal; de los cuales 657 son hombres y 716 son mujeres.
| Gráfica de evolución demográfica de Tepehuacán de Guerrero entre 1900 y 2020                 |
|                                                                                              |
| Población de los censos y conteos del Instituto Nacional de Estadística y Geografía (INEGI). |